# Resultados do Carnaval de São Paulo em 2023
Nesta página estão apontados os resultados do Carnaval de São Paulo no ano de 2023. Os desfiles foram realizados entre os dias 11 e 21 de fevereiro de 2023.
Essa edição marca a volta da cobertura dos desfiles do Grupo Especial em rede nacional, uma vez que a TV Globo decidiu renovar os direitos de transmissão do Carnaval de São Paulo, atendendo a uma cláusula da LigaSP, abrindo mão dos desfiles da Série Ouro, que desde 2013 eram transmitidos pela TV Globo Rio de Janeiro, repassando os mesmos para a Rede Bandeirantes, que cobriu para todo o país. Os desfiles do Grupo de Acesso I foram transmitidos pela TV Brasil, através de uma parceria com a LigaSP, substituindo a TV Cultura.
A Gaviões da Fiel recebeu duas punições esse ano, sendo multada com 10% da verba carnavalesca, oferecida pela Prefeitura de São Paulo, além de ficar excluída do sorteio da ordem dos desfiles, realizado no dia 20 de junho de 2022, sendo oficializada como a ultima escola a desfilar no primeiro dia de desfiles do Grupo Especial. A razão se trata de uma briga entre os torcedores da escola por conta do uso de sinalizadores nos desfiles do ano anterior.
Quebrando um jejum de nove anos sem conquistar um título no Grupo Especial, a Mocidade Alegre conquista seu 11° título, homenageando o guerreiro japonês Yasuke, se tornando assim, a segunda escola com o maior números de troféus, empatando com a Nenê de Vila Matilde. Após oito desfiles consecutivos na elite do carnaval, a Unidos de Vila Maria foi rebaixada para o Grupo de Acesso 1. Recém promovida ao Grupo Especial, a Estrela do Terceiro Milênio também foi rebaixada.
Pelo Grupo de Acesso I, Vai-Vai e Camisa Verde e Branco voltam ao Grupo Especial, com ambas gabaritando todos os quesitos, com a primeira retornando à elite após ser rebaixada no carnaval anterior ao reeditar seu enredo de 2005, confirmando seu favoritismo, e a segunda quebrando um jejum de 11 anos ausente do Grupo Especial. A X-9 Paulistana e o Morro da Casa Verde caem para o Grupo de Acesso II, com a primeira apresentando seu pior resultado desde 1985, além de ter causado polêmica com uma declaração racista vindo do presidente da escola antes de sua apresentação e a segunda depois de dois anos presentes no Grupo de Acesso I.
No Grupo de Acesso II, a Torcida Jovem do Santos e a Dom Bosco de Itaquera garantiram o acesso ao Grupo de Acesso I, com a primeira homenageando Iemanjá e a segunda homenageando a obra do maestro brasileiro Heitor Villa-Lobos. A Torcida Jovem retorna ao Grupo de Acesso I após 12 anos, e a Dom Bosco irá fazer a sua estreia no mesmo grupo em 2024. As escolas Brinco da Marquesa, Unidos de Santa Bárbara e Leandro de Itaquera foram rebaixadas ao Grupo Especial de Bairros da UESP, com a última apresentando seu pior resultado desde a sua fundação e ficando fora do Anhembi pela primeira vez. Unidos de São Lucas e Unidos de São Miguel subiram para o Acesso II, retornando ao Sambódromo após quase uma década.

## Escolas de Samba

### Grupo Especial
O desfile do Grupo Especial foi organizado pela Liga Independente das Escolas de Samba de São Paulo (LigaSP) e realizado no Sambódromo do Anhembi, entre os dias 11 a 21 de fevereiro de 2023.
Ordem dos desfiles
A divisão das 14 escolas nas duas noites foi definida numa plenária realizada na sede da LigaSP em 8 de maio de 2022. A ordem dos desfiles foi definida através de sorteio realizado no dia 21 de junho de 2022 na Fábrica do Samba. Seguindo o regulamento do ano, a campeã de 2022, Mancha Verde, pôde escolher a posição de desfile dentro do dia em que foi designada. A primeira noite de desfiles foi aberta pela vice-campeã do Grupo de Acesso 1 do ano anterior, a Independente Tricolor, seguida da décima segunda colocada do Grupo Especial do ano anterior, Acadêmicos do Tatuapé. A segunda noite de desfiles foi aberta pela campeã do Grupo de Acesso 1 do ano anterior, Estrela do Terceiro Milênio; seguida da décima primeira colocada do Grupo Especial do ano anterior, Acadêmicos do Tucuruvi. Após o sorteio foi permitido que as escolas negociassem a troca de posições dentro de cada noite.

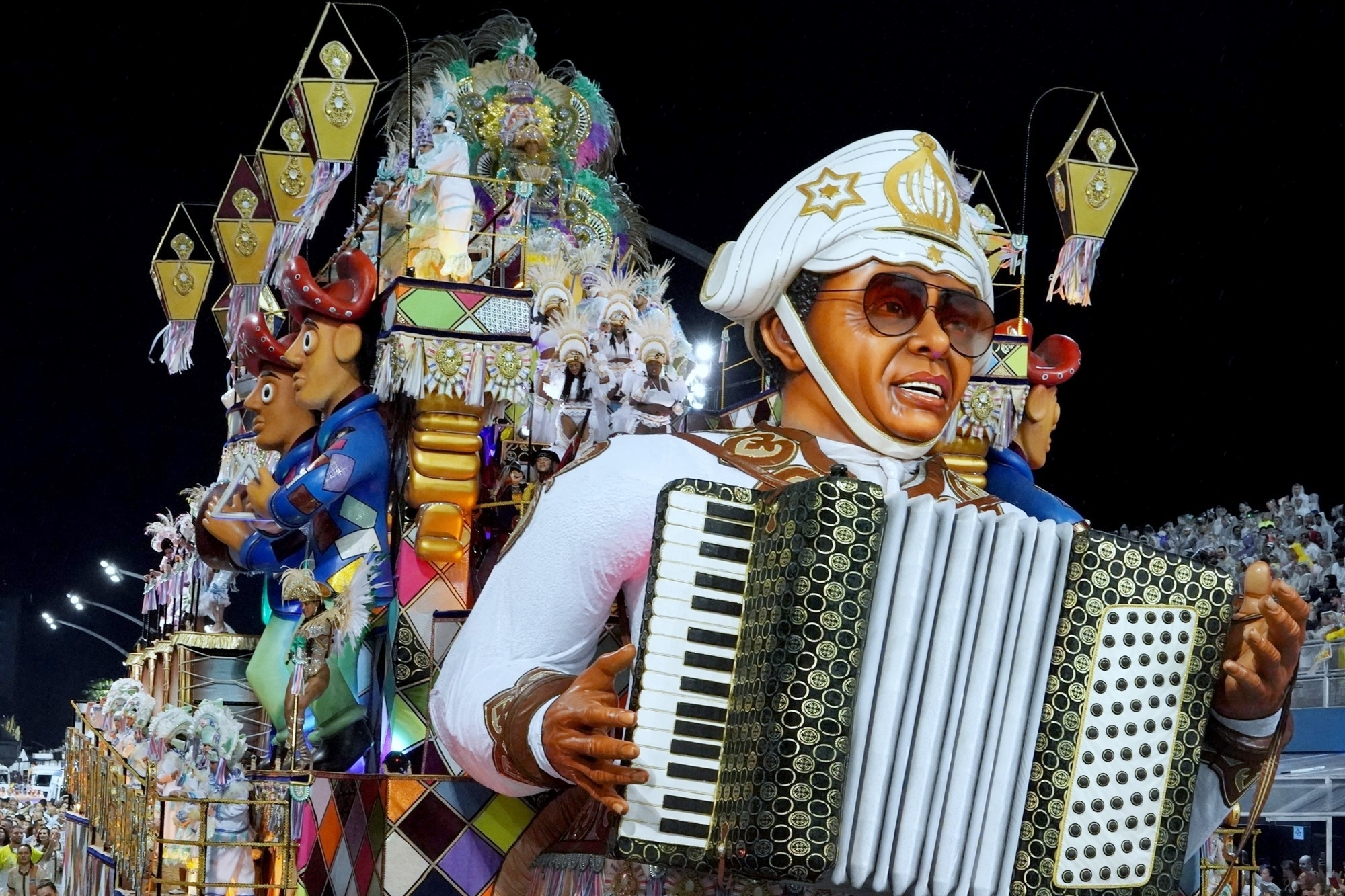
Desfile da Mancha Verde em 2023. Escola foi a vice-campeã do Grupo Especial.

| Sexta-feira (17/02/2023) | Sábado (18/02/2023) |
| 1. Independente Tricolor 2. Acadêmicos do Tatuapé 3. Barroca Zona Sul 4. Vila Maria 5. Rosas de Ouro 6. Tom Maior 7. Gaviões da Fiel | 1. Estrela do Terceiro Milênio 2. Acadêmicos do Tucuruvi 3. Mancha Verde 4. Império de Casa Verde 5. Mocidade Alegre 6. Águia de Ouro 7. Dragões da Real |

Notas
| Agremiações (por ordem de desfile)                 | Bateria | Bateria | Bateria | Bateria | Samba-Enredo | Samba-Enredo | Samba-Enredo | Samba-Enredo | Evolução | Evolução | Evolução | Evolução | Fantasia | Fantasia | Fantasia | Fantasia | Harmonia | Harmonia | Harmonia | Harmonia | Comissão de Frente | Comissão de Frente | Comissão de Frente | Comissão de Frente | Mestre-Sala & Porta-Bandeira | Mestre-Sala & Porta-Bandeira | Mestre-Sala & Porta-Bandeira | Mestre-Sala & Porta-Bandeira | Enredo | Enredo | Enredo | Enredo | Alegoria | Alegoria | Alegoria | Alegoria | P. | TOTAL |
| Sexta-feira                                        | J1      | J2      | J3      | J4      | J1           | J2           | J3           | J4           | J1       | J2       | J3       | J4       | J1       | J2       | J3       | J4       | J1       | J2       | J3       | J4       | J1                 | J2                 | J3                 | J4                 | J1                           | J2                           | J3                           | J4                           | J1     | J2     | J3     | J4     | J1       | J2       | J3       | J4       |    |       |
| -------------------------------------------------- | ------- | ------- | ------- | ------- | ------------ | ------------ | ------------ | ------------ | -------- | -------- | -------- | -------- | -------- | -------- | -------- | -------- | -------- | -------- | -------- | -------- | ------------------ | ------------------ | ------------------ | ------------------ | ---------------------------- | ---------------------------- | ---------------------------- | ---------------------------- | ------ | ------ | ------ | ------ | -------- | -------- | -------- | -------- | -- | ----- |
| Independente                                       | 10      | 10      | 10      | 10      | 10           | 10           | 10           | 10           | 9.9      | 9.9      | 9.9      | 10       | 10       | 9.9      | 10       | 10       | 10       | 10       | 10       | 10       | 10                 | 10                 | 9.9                | 10                 | 10                           | 10                           | 10                           | 9.9                          | 9.9    | 9.9    | 10     | 10     | 9.9      | 10       | 10       | 10       |    | 269.7 |
| Tatuapé                                            | 10      | 10      | 10      | 10      | 10           | 10           | 10           | 10           | 9.9      | 10       | 9.9      | 10       | 10       | 9.8      | 10       | 10       | 10       | 10       | 10       | 10       | 10                 | 10                 | 10                 | 10                 | 10                           | 10                           | 10                           | 10                           | 10     | 10     | 10     | 10     | 9.9      | 10       | 10       | 10       |    | 269.9 |
| Barroca                                            | 10      | 10      | 10      | 10      | 10           | 10           | 10           | 10           | 9.8      | 9.9      | 9.8      | 10       | 10       | 9.9      | 9.8      | 10       | 10       | 10       | 10       | 10       | 9.9                | 10                 | 10                 | 10                 | 10                           | 10                           | 10                           | 10                           | 10     | 10     | 10     | 10     | 10       | 9.9      | 9.9      | 10       |    | 269.5 |
| Vila Maria                                         | 10      | 10      | 10      | 10      | 10           | 10           | 10           | 10           | 9.9      | 9.8      | 9.9      | 10       | 9.9      | 9.8      | 10       | 9.9      | 10       | 10       | 10       | 10       | 10                 | 9.8                | 9.9                | 10                 | 10                           | 9.9                          | 10                           | 9.9                          | 9.9    | 9.8    | 9.9    | 10     | 9.8      | 9.9      | 9.9      | 9.9      |    | 269.1 |
| Rosas                                              | 10      | 9.9     | 10      | 10      | 10           | 10           | 10           | 10           | 9.9      | 9.9      | 9.9      | 10       | 10       | 9.7      | 9.9      | 9.9      | 10       | 10       | 10       | 10       | 10                 | 10                 | 10                 | 10                 | 10                           | 9.9                          | 10                           | 9.9                          | 10     | 10     | 10     | 10     | 9.8      | 9.8      | 9.9      | 10       |    | 269.2 |
| Tom Maior                                          | 10      | 10      | 10      | 10      | 10           | 10           | 10           | 10           | 10       | 10       | 9.9      | 10       | 10       | 9.9      | 10       | 10       | 10       | 10       | 10       | 10       | 9.9                | 9.9                | 10                 | 10                 | 9.8                          | 10                           | 10                           | 10                           | 10     | 9.9    | 10     | 10     | 9.9      | 9.9      | 10       | 10       |    | 269.8 |
| Gaviões                                            | 10      | 10      | 10      | 10      | 10           | 10           | 10           | 10           | 10       | 10       | 10       | 10       | 10       | 9.7      | 9.9      | 10       | 10       | 10       | 10       | 10       | 9.9                | 10                 | 9.9                | 10                 | 10                           | 10                           | 10                           | 9.9                          | 10     | 10     | 10     | 10     | 9.8      | 10       | 10       | 9.8      |    | 269.6 |
| Sábado                                             | J1      | J2      | J3      | J4      | J1           | J2           | J3           | J4           | J1       | J2       | J3       | J4       | J1       | J2       | J3       | J4       | J1       | J2       | J3       | J4       | J1                 | J2                 | J3                 | J4                 | J1                           | J2                           | J3                           | J4                           | J1     | J2     | J3     | J4     | J1       | J2       | J3       | J4       |    |       |
| Milênio                                            | 10      | 10      | 10      | 10      | 10           | 10           | 10           | 10           | 9.8      | 9.7      | 10       | 9.8      | 9.8      | 10       | 10       | 10       | 9.9      | 10       | 10       | 10       | 10                 | 10                 | 10                 | 10                 | 10                           | 9.9                          | 9.8                          | 9.8                          | 10     | 10     | 10     | 10     | 9.8      | 9.9      | 10       | 9.9      |    | 269.1 |
| Tucuruvi                                           | 10      | 10      | 10      | 10      | 10           | 9.9          | 10           | 10           | 9.9      | 9.8      | 9.9      | 9.9      | 10       | 10       | 10       | 10       | 10       | 9.9      | 9.8      | 10       | 10                 | 9.9                | 10                 | 10                 | 9.9                          | 9.8                          | 10                           | 10                           | 10     | 10     | 10     | 10     | 9.7      | 10       | 9.9      | 10       |    | 269.4 |
| Mancha                                             | 10      | 10      | 10      | 10      | 10           | 10           | 10           | 10           | 10       | 10       | 10       | 9.8      | 10       | 10       | 10       | 10       | 10       | 10       | 10       | 10       | 10                 | 10                 | 10                 | 10                 | 10                           | 10                           | 9.9                          | 9.9                          | 10     | 10     | 10     | 10     | 10       | 10       | 10       | 10       |    | 269.9 |
| Império                                            | 10      | 10      | 10      | 10      | 10           | 10           | 10           | 10           | 9.9      | 10       | 9.9      | 10       | 10       | 10       | 10       | 9.9      | 10       | 10       | 10       | 10       | 10                 | 10                 | 10                 | 9.9                | 10                           | 10                           | 10                           | 10                           | 10     | 10     | 10     | 10     | 10       | 10       | 10       | 10       |    | 269.9 |
| Mocidade                                           | 10      | 10      | 10      | 10      | 10           | 10           | 10           | 10           | 10       | 10       | 10       | 10       | 10       | 9.9      | 10       | 10       | 10       | 10       | 10       | 10       | 10                 | 10                 | 10                 | 10                 | 10                           | 10                           | 10                           | 10                           | 10     | 10     | 10     | 10     | 10       | 10       | 9.9      | 10       |    | 270.0 |
| Águia                                              | 10      | 10      | 10      | 10      | 10           | 10           | 10           | 10           | 10       | 10       | 10       | 9.9      | 10       | 10       | 10       | 10       | 10       | 10       | 10       | 10       | 10                 | 10                 | 10                 | 10                 | 10                           | 9.8                          | 9.8                          | 10                           | 10     | 9.9    | 10     | 10     | 9.9      | 10       | 9.8      | 9.9      |    | 269.6 |
| Dragões                                            | 10      | 10      | 10      | 10      | 10           | 10           | 10           | 10           | 9.9      | 9.8      | 10       | 10       | 9.9      | 10       | 9.9      | 10       | 10       | 10       | 10       | 10       | 10                 | 10                 | 10                 | 10                 | 10                           | 10                           | 10                           | 10                           | 10     | 10     | 9.9    | 10     | 9.9      | 10       | 10       | 10       |    | 269.8 |
| OBS.: A menor nota de cada quesito foi descartada. |         |         |         |         |              |              |              |              |          |          |          |          |          |          |          |          |          |          |          |          |                    |                    |                    |                    |                              |                              |                              |                              |        |        |        |        |          |          |          |          |    |       |

Classificação

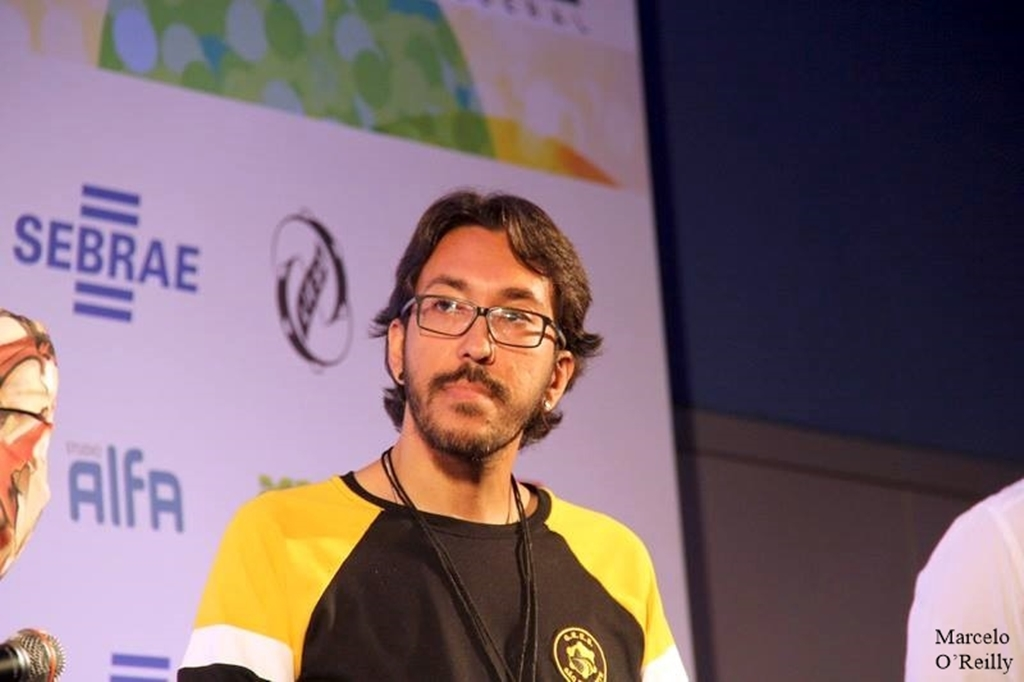
Jorge Silveira, carnavalesco da Mocidade Alegre, conquistou seu primeiro título na elite do carnaval.

Após nove anos de jejum, a Mocidade Alegre conquistou seu décimo primeiro título do especial contando a história de Yasuke, o primeiro samurai negro da história. Vice-campeã por três vezes no período, a agremiação do Bairro do Limão se consagrou com nota máxima, recebendo apenas duas notas diferentes de 10 que foram descartados pelo regulamento. Em sua estreia na agremiação, o carnavalesco Jorge Silveira conquistou seu primeiro título no carnaval paulistano. 
Campeã do ano anterior, a Mancha Verde foi vice-campeã com apenas um décimo de diferença, despontuada em Mestre-Sala e Porta-Bandeira. O desfile da escola contou a história do xaxado e dos nordestinos, sob a ótica do carnavalesco André Machado, que conquistou, até o momento, a melhor colocação de sua carreira. O Império de Casa Verde repetiu o terceiro lugar do ano anterior falando sobre os tambores e a música afro-brasileira. Acadêmicos do Tatuapé se classificou em quarto lugar apresentando um enredo sobre a cidade fluminense de Paraty. A Dragões da Real ficou com a quinta colocação e a última vaga do Especial para o Desfile das Campeãs com um enredo sobre a cidade de João Pessoa, capital da Paraíba, desenvolvido pelo experiente carnavalesco Jorge Freitas, estreante na agremiação.
Tom Maior obteve o sexto lugar homenageando as mães pretas, seguida da Independente Tricolor, sétima colocada, em seu segundo desfile na elite, que fez uma releitura sobre as guerras da era medieval. Águia de Ouro se classificou em oitavo lugar com um enredo inspirado na marca Sodiê Doces, realizado por Sidnei França em seu último desfile na agremiação, se transferindo para o Vai-Vai após o carnaval. Nona colocada, os Gaviões da Fiel realizou um desfile que criticavam a intolerância religiosa. Barroca Zona Sul foi a décima colocada falando sobre a tribo dos Guaiacurus, formada na região dos estados de Mato Grosso do Sul e Goiás. A escola enfrentou uma forte chuva durante sua apresentação. Acadêmicos do Tucuruvi repetiu o décimo primeiro lugar do ano anterior homenageando o cantor Bezerra da Silva, morto em 2005. O Rosas de Ouro ficou num surpreendente décimo segundo lugar, mesmo após um desfile elogiadíssimo sobre a resistência negra. A escola utilizou um samba-enredo que havia concorrido na disputa para o carnaval de 2006. Unidos de Vila Maria e Estrela do Terceiro Milênio foram rebaixadas para o Grupo de Acesso 1 com a mesma pontuação. Pelos critérios de desempate, a Vila Maria ficou com o décimo terceiro lugar com um desfile sobre sua própria história e as origens do bairro, deixando o Grupo Especial após oito carnavais consecutivos. Em seu primeiro desfile na elite, a Terceiro Milênio foi rebaixada de volta para o Acesso 1 na décima quarta e última colocação com um desfile sobre a alegria e o humor brasileiro.
| Pos | Escolas de Samba            | Enredo | Pts   | Desempate | Classificação ou rebaixamento        |
| --- | --------------------------- | --- | ----- | --------- | ------------------------------------ |
| 1   | Mocidade Alegre             | Yasuke | 270,0 |           | Campeã do Carnaval de 2023           |
| 2   | Mancha Verde                | Oxente! Sou xaxado, sou Nordeste, sou Brasil                                                                                                   | 269,9 | Fantasia  | Desfile das Campeãs de 2023          |
| 3   | Império de Casa Verde       | Império dos Tambores - Um Brasil Afromusical                                                                                                   | 269,9 | Fantasia  | Desfile das Campeãs de 2023          |
| 4   | Acadêmicos do Tatuapé       | Tatuapé Canta Paraty! Do caminho do ouro a economia azul. Patrimônio mundial, cultura e biodiversidade. Paraty, cidade criativa da gastronomia | 269,9 | Fantasia  | Desfile das Campeãs de 2023          |
| 5   | Dragões da Real             | Paraíso Paraibano - João Pessoa, A Porta do Sol das Américas                                                                                   | 269,8 | Fantasia  | Desfile das Campeãs de 2023          |
| 6   | Tom Maior                   | Um culto às mães pretas ancestrais | 269,8 | Fantasia  |                                      |
| 7   | Independente Tricolor       | Samba no Pé, Lança na Mão, Isso é uma Invasão!                                                                                                 | 269,7 |           |                                      |
| 8   | Águia de Ouro               | Um Pedaço do Céu | 269,6 | Fantasia  |                                      |
| 9   | Gaviões da Fiel             | Em nome do Pai, dos Filhos, dos Espíritos e dos Santos… Amém!                                                                                  | 269,6 | Fantasia  |                                      |
| 10  | Barroca Zona Sul            | Guaicurus | 269,5 |           |                                      |
| 11  | Acadêmicos do Tucuruvi      | Da Silva, Bezerra. A Voz do Povo! | 269,4 |           |                                      |
| 12  | Rosas de Ouro               | Kindala! Que o amanhã não seja só um ontem com um novo nome                                                                                    | 269,2 |           |                                      |
| 13  | Unidos de Vila Maria        | Vila Maria - Minha Origem, Minha Essência, Minha História! Muito Além do Carnaval                                                              | 269,1 | Fantasia  | Descem para o Grupo de Acesso 1 2024 |
| 14  | Estrela do Terceiro Milênio | Me dê sua tristeza que eu transformo em alegria! Um tributo à arte de fazer rir                                                                | 269,1 | Fantasia  | Descem para o Grupo de Acesso 1 2024 |

Premiações
| Prêmios 2023                 | Estrela do Carnaval         | Prêmio SRzd                 |
| ---------------------------- | --------------------------- | --------------------------- |
| Escola / Desfile             | Mocidade                    | Mocidade                    |
| Samba-enredo                 | Império                     | Império                     |
| Enredo                       | -                           | Rosas de Ouro               |
| Bateria                      | Império                     | Império                     |
| Mestre-sala e Porta-bandeira | Diego e Jussara (Tatuapé)   | Diego e Jussara (Tatuapé)   |
| Comissão de Frente           | Estrela do Terceiro Milênio | Estrela do Terceiro Milênio |
| Intérprete / Ala Musical     | Carlos Júnior (Tucuruvi)    | Império                     |
| Ala de Baianas               | Águia de Ouro               | Mocidade                    |
| Evolução                     | -                           | Mocidade                    |
| Harmonia                     | -                           | Dragões                     |
| Alegorias                    | Mancha Verde                | Mancha Verde                |
| Fantasias                    | Mancha Verde                | Mocidade                    |
| Carnavalesco                 | Jorge Silveira (Mocidade)   | -                           |

### Grupo de Acesso 1
Ordem de desfile
| Domingo (19/02/2023) |
| --- |
| 1. Nenê de Vila Matilde 2. X-9 Paulistana 3. Camisa Verde e Branco 4. Vai-Vai 5. Morro da Casa Verde 6. Colorado do Brás 7. Pérola Negra 8. Mocidade Unida da Mooca |

Classificação
Vai-Vai e Camisa Verde e Branco fizeram pontuação máxima e conseguiram o acesso ao Grupo Especial. Pelos critérios de desempate, o Vai-Vai foi a campeã, garantindo seu retorno a elite, de onde foi rebaixada no ano anterior. Este foi o segundo título da escola na segunda divisão. A escola reeditou seu enredo de 2005, sobre a imortalidade. Vice-campeã, o Camisa Verde e Branco também foi promovida ao Grupo Especial, de onde estava afastada desde 2012. A escola realizou um desfile crítico sobre direitos básicos para as minorias da sociedade que são negados pelo sistema. Últimas colocadas, X-9 Paulistana e Morro da Casa Verde foram rebaixadas para a terceira divisão.
| Pos | Escolas de Samba        | Enredo                                                                                                   | Pts   | Desempate                    | Classificação ou rebaixamento        |
| --- | ----------------------- | --- | ----- | ---------------------------- | ------------------------------------ |
| 1   | Vai-Vai                 | Eu Também Sou Imortal (reedição do carnaval de 2005)                                                     | 270   | Mestre-sala e Porta-bandeira | Sobem para o Grupo Especial 2024     |
| 2   | Camisa Verde e Branco   | Invisíveis                                                                                               | 270   | Mestre-sala e Porta-bandeira | Sobem para o Grupo Especial 2024     |
| 3   | Nenê de Vila Matilde    | Faraó Bahia                                                                                              | 269,9 | Evolução                     |                                      |
| 4   | Mocidade Unida da Mooca | O Santo Negro da Liberdade                                                                               | 269,9 | Evolução                     |                                      |
| 5   | Colorado do Brás        | A Ópera de Um Pierrot                                                                                    | 269,6 |                              |                                      |
| 6   | Pérola Negra            | Prepare o seu coração: Jair Rodrigues, festa para o Rei Negro                                            | 269,4 |                              |                                      |
| 7   | X-9 Paulistana          | Dona Ivone Lara, mas quem disse que eu te esqueço? A X-9 Paulistana canta o centenário da Dama do Samba! | 269,2 |                              | Descem para o Grupo de Acesso 2 2024 |
| 8   | Morro da Casa Verde     | Dynasteia: História, Poder e Nobreza                                                                     | 269   |                              | Descem para o Grupo de Acesso 2 2024 |

### Grupo de Acesso 2
Ordem de desfile
| Sábado (11/02/2023) |
| --- |
| 1. Imperatriz da Pauliceia 2. Amizade Zona Leste 3. Brinco da Marquesa 4. Primeira da Cidade Líder 5. Imperador do Ipiranga 6. Uirapuru da Mooca 7. Leandro de Itaquera 8. Unidos do Peruche 9. Unidos de Santa Bárbara 10. Torcida Jovem 11. Camisa 12 12. Dom Bosco de Itaquera |

Classificação
| Pos | Escolas de Samba         | Enredo                                                                               | Pts   | Classificação ou rebaixamento                    |
| --- | ------------------------ | ------------------------------------------------------------------------------------ | ----- | ------------------------------------------------ |
| 1   | Torcida Jovem do Santos  | Torcida Jovem está presente e canta nas águas de Mãe Iemanjá                         | 270,0 | Sobe para o Grupo de Acesso 2024                 |
| 2   | Dom Bosco de Itaquera    | Sinfonia Brasileira - Uma aquarela em Poesia                                         | 269,9 | Sobe para o Grupo de Acesso 2024                 |
| 3   | Unidos do Peruche        | A Essência Que Me Seduz                                                              | 269,9 |                                                  |
| 4   | Primeira da Cidade Líder | 70 anos de uma escola diferente, lá vem Salgueiro                                    | 269,9 |                                                  |
| 5   | Camisa 12                | Da inclusão à superação. Todos somos iguais. Sou um campeão                          | 269,8 |                                                  |
| 6   | Imperador do Ipiranga    | Gratidão, fé e amor... Vem, sou Imperador!                                           | 269,8 |                                                  |
| 7   | Uirapuru da Mooca        | Amazônia: Terra do Uirapuru – Salve os donos da terra e suas lendas                  | 269,7 |                                                  |
| 8   | Imperatriz da Paulicéia  | Bem-Vindos à Vila Esperança - O Berço do Carnaval Paulistano                         | 269,4 |                                                  |
| 9   | Amizade Zona Leste       | Do Zé Pelintra ao Zé Ninguém, Qual Zé Você é?                                        | 269,4 |                                                  |
| 10  | Brinco da Marquesa       | É Festa! No Brasil é alegria o ano inteiro, a Marquesa comemora com você...          | 269,1 | Desce para o Grupo Especial de Bairros-UESP 2024 |
| 11  | Unidos de Santa Bárbara  | Kosi Ewe – Salve as Folhas. Sem folhas não tem orixás (Reedição do carnaval de 2010) | 268,9 | Desce para o Grupo Especial de Bairros-UESP 2024 |
| 12  | Leandro de Itaquera      | Batuque, a Força da Raiz (Reedição do carnaval de 1992)                              | 268,1 | Desce para o Grupo Especial de Bairros-UESP 2024 |

### Grupo Especial de Bairros
Classificação
| Pos | Escolas de Samba               | Enredo                                                                     | Pts   | Classificação ou rebaixamento                         |
| --- | ------------------------------ | -------------------------------------------------------------------------- | ----- | ----------------------------------------------------- |
| 1   | Unidos de São Lucas            | Jongo                                                                      | 269,8 | Sobe para o Grupo de Acesso 2 2024                    |
| 2   | Unidos de São Miguel           | É tempo de um novo amanhecer na Unidos de São Miguel                       | 269,3 | Sobe para o Grupo de Acesso 2 2024                    |
| 3   | Raízes do Samba                | Raizes do samba apresenta: o grande rei abacaxi                            | 269,0 |                                                       |
| 4   | Unidos do Vale Encantado       | As sete linhas, na dança a consagração da fé                               | 268,9 |                                                       |
| 5   | Unidos de Guaianases           | Orgulhosamente Guaianases                                                  | 268,4 |                                                       |
| 6   | Combinados de Sapopemba        | Nego D’Água - Um mistério no Velho Chico                                   | 268,3 |                                                       |
| 7   | União Imperial                 | Chegou minha escola guerreira, majestosa e Imperial                        | 267,9 |                                                       |
| 8   | Flor de Vila Dalila            | O Abram Alas que esse chão também e meu                                    | 267,7 |                                                       |
| 9   | TUP                            | O circo chegou, tem palhaçada, tem sim senhor                              | 267,2 |                                                       |
| 10  | Tradição Albertinense          | Lá vem elas, as rainhas do nosso carnaval... A Tradição das leoas do samba | 266,7 | Desce para o Grupo de Acesso de Bairros I - UESP 2024 |
| 11  | União Independente da Zona Sul | Vivendo e aprendendo a jogar                                               | 265,0 | Desce para o Grupo de Acesso de Bairros I - UESP 2024 |
| 12  | Acadêmicos de São Jorge        | Do sagrado ao místico , a São Jorge traz o 7 para a avenida!               | 264,8 | Desce para o Grupo de Acesso de Bairros I - UESP 2024 |

### Grupo de Acesso de Bairros 1
Classificação
| Pos | Escolas de Samba           | Enredo | Pts   | Classificação ou rebaixamento                         |
| --- | -------------------------- | --- | ----- | ----------------------------------------------------- |
| 1   | Isso Memo                  | Recordar é viver | 179,7 | Sobe para o Grupo Especial de Bairros-UESP 2024       |
| 2   | Lavapés Pirata Negro       | Iemanjá e o encontro das águas | 179,7 | Sobe para o Grupo Especial de Bairros-UESP 2024       |
| 3   | Império Real               | Mestre Besouro da Bahia | 179,6 |                                                       |
| 4   | Príncipe Negro             | Carnaval! Samba é resistência | 179,5 |                                                       |
| 5   | União da Vila Albertina    | Um brinde ao "Jubileu". Vila Albertina canta sua trajetória, suas lutas e suas glórias: 25 anos de emoção!                                                  | 179,4 |                                                       |
| 6   | Passo de Ouro              | Mãe, o poder da vida | 179,3 |                                                       |
| 7   | Os Bambas                  | Os Bambas e a Poesia de Armando da Mangueira | 179,1 |                                                       |
| 8   | Prova de Fogo              | O Pequeno Príncipe Preto | 179,1 |                                                       |
| 9   | Império Lapeano            | Hakuna Matata - Somos guerreiros Lapeanos, somos fortes e valentes!                                                                                         | 178,6 |                                                       |
| 10  | Boêmios da Vila            | Nos orixás a busca pela paz, num mundo cheio de violência, intolerância e guerras, o povo precisa de sua fé para seguir em frente com suas batalhas diárias | 178,4 | Desce para o Grupo de Acesso de Bairros 2 - UESP 2024 |
| 11  | Em Cima da Hora Paulistana | 50 Anos de resistência cultural. UESP - A Matriz do samba!                                                                                                  | 178,4 | Desce para o Grupo de Acesso de Bairros 2 - UESP 2024 |
| 12  | Dragões de Vila Alpina     | Do mar ao Além mar o negócio é preservar! | 172,1 | Desce para o Grupo de Acesso de Bairros 2 - UESP 2024 |

### Grupo de Acesso de Bairros 2
Classificação
| Pos | Escolas de Samba        | Enredo                                                                              | Pts   | Classificação ou rebaixamento                         |
| --- | ----------------------- | ----------------------------------------------------------------------------------- | ----- | ----------------------------------------------------- |
| 1   | Saudosa Maloca          | Amazônia - Lendas e encantos de um povo                                             | 179,9 | Sobe para o Acesso de Bairros 1 - UESP 2024           |
| 2   | Mocidade Robruense      | Nós – Semitae Infinitae                                                             | 179,2 | Sobe para o Acesso de Bairros 1 - UESP 2024           |
| 3   | Filhos do Zaire         | Iustitia Fiat – A sede de um povo por direitos e Justiça                            | 179,2 |                                                       |
| 4   | Explosão da Zona Norte  | Da terra seca do sertão à realeza                                                   | 179,1 |                                                       |
| 5   | Penha                   | Sambista nato e imortal, salve Mestre Penteado                                      | 179,0 |                                                       |
| 6   | Flor de Lis da Zona Sul | Das Noites De Luar Ao Esplendor Do Astro-Rei (Releitura 2009)                       | 179,0 |                                                       |
| 7   | Filhos da Santa         | Eu sou o Samba                                                                      | 178,8 |                                                       |
| 8   | Só Vou Se Você For      | Sob um manto Alvinegro, as quinze estrelas que bordaram uma história                | 177,9 |                                                       |
| 9   | Estação Invernada       | TBD                                                                                 | 177,1 | Desce para o Grupo de Acesso de Bairros 3 - UESP 2024 |
| 10  | Acadêmicos do Ipiranga  | Just Carmen                                                                         | 175,2 | Desce para o Grupo de Acesso de Bairros 3 - UESP 2024 |
| 11  | Primeira da Aclimação   | Sob a benção de Madrinha Eunice, viva o samba paulistano e seus baluartes imortais! | 170,7 | Desce para o Grupo de Acesso de Bairros 3 - UESP 2024 |

### Grupo de Acesso de Bairros 3
Classificação
| Pos | Escolas de Samba           | Enredo                                                                                          | Pts   | Classificação ou rebaixamento                    |
| --- | -------------------------- | ----------------------------------------------------------------------------------------------- | ----- | ------------------------------------------------ |
| 1   | Oba Oba                    | Uma breve história do Céu                                                                       | 180,1 | Sobe para o Grupo de Acesso de Bairros-UESP 2024 |
| 2   | Acadêmicos do Butantã      | Cantando coisas de amor                                                                         | 180,0 | Sobe para o Grupo de Acesso de Bairros-UESP 2024 |
| 3   | Cacique do Parque          | A história de Chico Rei na festança do Cacique                                                  | 179,5 |                                                  |
| 4   | Paulistano da Glória       | Kizomba                                                                                         | 179,3 |                                                  |
| 5   | Raízes de Vila Prudente    | Oxente, meu nordeste é quente!                                                                  | 178,8 |                                                  |
| 6   | Império do Samba           | Festas e Tradições                                                                              | 178,8 |                                                  |
| 7   | Imperial da Vila Penteado  | Elekô - Mulheres guerreiras                                                                     | 178,6 |                                                  |
| 8   | Locomotiva Piritubana      | Jeito Pirituba de ser                                                                           | 178,4 |                                                  |
| 9   | Unidos do Jaçanã           | O menino que encantou as quebrada                                                               | 178,2 |                                                  |
| 10  | Cabeções de Vila Prudente  | Superação, amor e paz, Cabeções canta Thobias da Vai Vai                                        | 177,9 |                                                  |
| 11  | Quilombo Asas da Liberdade | Maria Felipa... Uma heroína baiana                                                              | 177,6 |                                                  |
| 12  | Iracema Meu Grande Amor    | Iracema guerreira nas terras de Baobá                                                           | 177,4 | Escolas suspensas por dois anos                  |
| 13  | Estrela Cadente            | Água, Dádiva da vida                                                                            | 176,9 | Escolas suspensas por dois anos                  |
| 14  | Unidos do Jardim Primavera | Por sete dias vamos começar, o Primavera por este mundo de realidade e fantasia vamos te levar! | 175,8 | Escolas suspensas por dois anos                  |